# Johan Emil Järvisalo
Johan Emil Järvisalo (ros. Иоганн Андреевич Ярвисало, ur. 11 marca 1888, zm. 14 maja 1929 w Pietrozawodsku) – radziecki działacz partyjny.

## Życiorys
Od 1920 należał do WKP(b), był sekretarzem Karelskiego Komitetu Rewolucyjnego, później sekretarzem odpowiedzialnym Kemskiego Powiatowego Komitetu RKP(b) w Karelii. Od 1922 do 27 maja 1923 był sekretarzem odpowiedzialnym Komitetu Obwodowego WKP(b) Karelskiej Komuny Pracowniczej, a od 27 maja 1923 do końca życia sekretarzem odpowiedzialnym Karelskiego Komitetu Obwodowego WKP(b).